# Breitenbuch (Adelsgeschlecht)

Wappen derer von Breitenbuch

Die Familie von Breitenbuch ist ein altes thüringisches Adelsgeschlecht aus dem Ort Breitenbach. Im Laufe der Zeit gab es folgende Schreibweisen: de Brethenbuc, de Breitinbuch, von Breitenbauch, von Breitenbuch (Schreibweise seit 1906).
Es besteht keine Stammverwandtschaft zu den von Breitenbach, mit denen sie in der Literatur oft verwechselt werden. Mit den von Balgstedt besteht hingegen Stamm- und Wappenverwandtschaft.

## Geschichte

### Ursprung
Als Stammvater der Familie galt Cuno de Brethenbuc, der 1154 erstmals als Nobilis unter Markgraf Konrad von Meißen in Naumburg urkundlich erscheint. Genauer betrachtet handelt es sich dabei jedoch um Conradus de Breitenbach, der in einer am 1. April 1154 in Naumburg ausgestellten Urkunde des Markgrafen Konrad von Meißen als Zeuge genannt wird. Nachfolgend werden 1157 Cuenradus de Breitenbuoch, Conradum de Brethenbuc, 1169 Heinricus de Breitenbach, 1191 die Brüder Theodoricom und Heinricum de Britenbuch als bischöflich Naumburger Ministerialen, 1234 Theodericus camerarius de Breitenbuch genannt. 1269/71 wird Heydenricum und am 4. November 1287 Hermann de Bretinbuch de novo Castro dictus et ipse de Baldestete (Befehlender Burggraf der Neuenburg und Herr von Balgstädt) urkundlich erwähnt.
Die ununterbrochene Stammreihe beginnt um 1349/1350 mit Otto de Breitenbuch et Petzold, frater suus.

### Besitze der Familie
Namengebender Ursprungsort ist die wüste Burg Burg Breitenbach südwestlich von Zeitz, die erstmals 1138 genannt wurde. Sie ist vermutlich von der Familie in eine ältere Anlage (aus dem 10./11. Jh.) hineingebaut worden und blieb von Mitte des 12. bis Ende des 13. Jahrhunderts deren Stammsitz. In der ersten Hälfte des 13. Jahrhunderts gelangte sie in den Besitz des Naumburger Hochstifts.
Weitere Güter und Sitze der Familie waren in Baumersroda, Brandenstein (ab 1584), Bucha (ab 1614), Ebersroda, Gröst, Klein-Corbetha, Ludwigshof in Ranis, Lützkendorf, Möckerling, Oechlitz, Oeglitzsch (1740–1780), Petzkendorf, Pretzsch (1700–1701), Ranis (ab 1571), Schkortleben (1739–1766), Sankt Ulrich (1528 bis 1764), Sankt Micheln, Stöbnitz, Taubenheim, Zöbigker, Zorbau.
Hauptsitz der Familie war von 1571 bis 1942 die Burg Ranis. 1942 verkaufte die Familie von Breitenbuch Burg Ranis an das Deutsche Rote Kreuz. Bis 1945 im Familienbesitz verblieb der der Burg vorgelagerte und somit besser zu bewirtschaftende Gutshof Ludwigshof. Ludwigshof, das benachbarte Schloss Brandenstein mit Besitzungen sowie Bucha fielen 1945 unter die Bodenreform und wurden enteignet, ebenso das erst 1943 ererbte Schloss Kromsdorf.

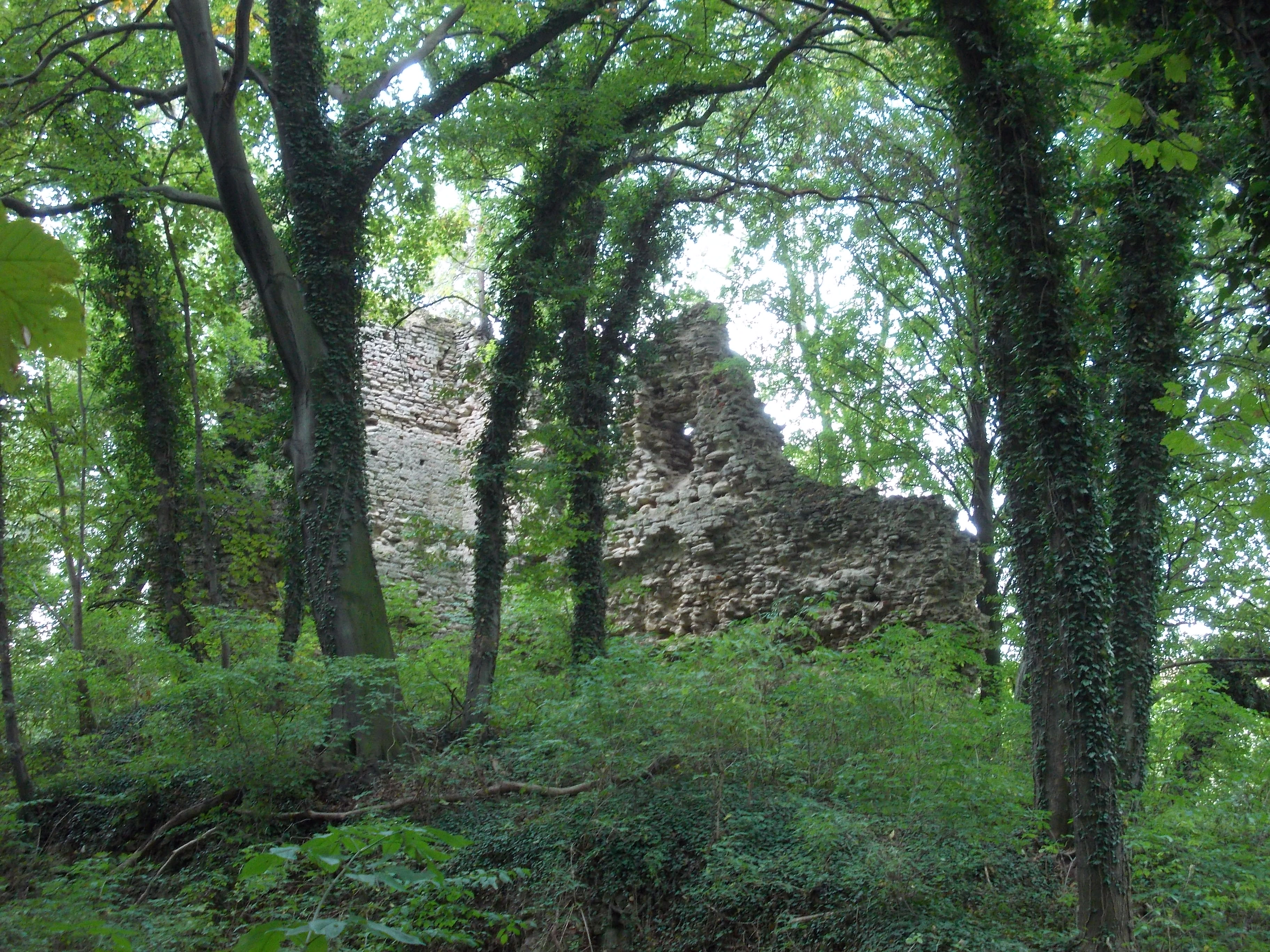
Burg Breitenbach
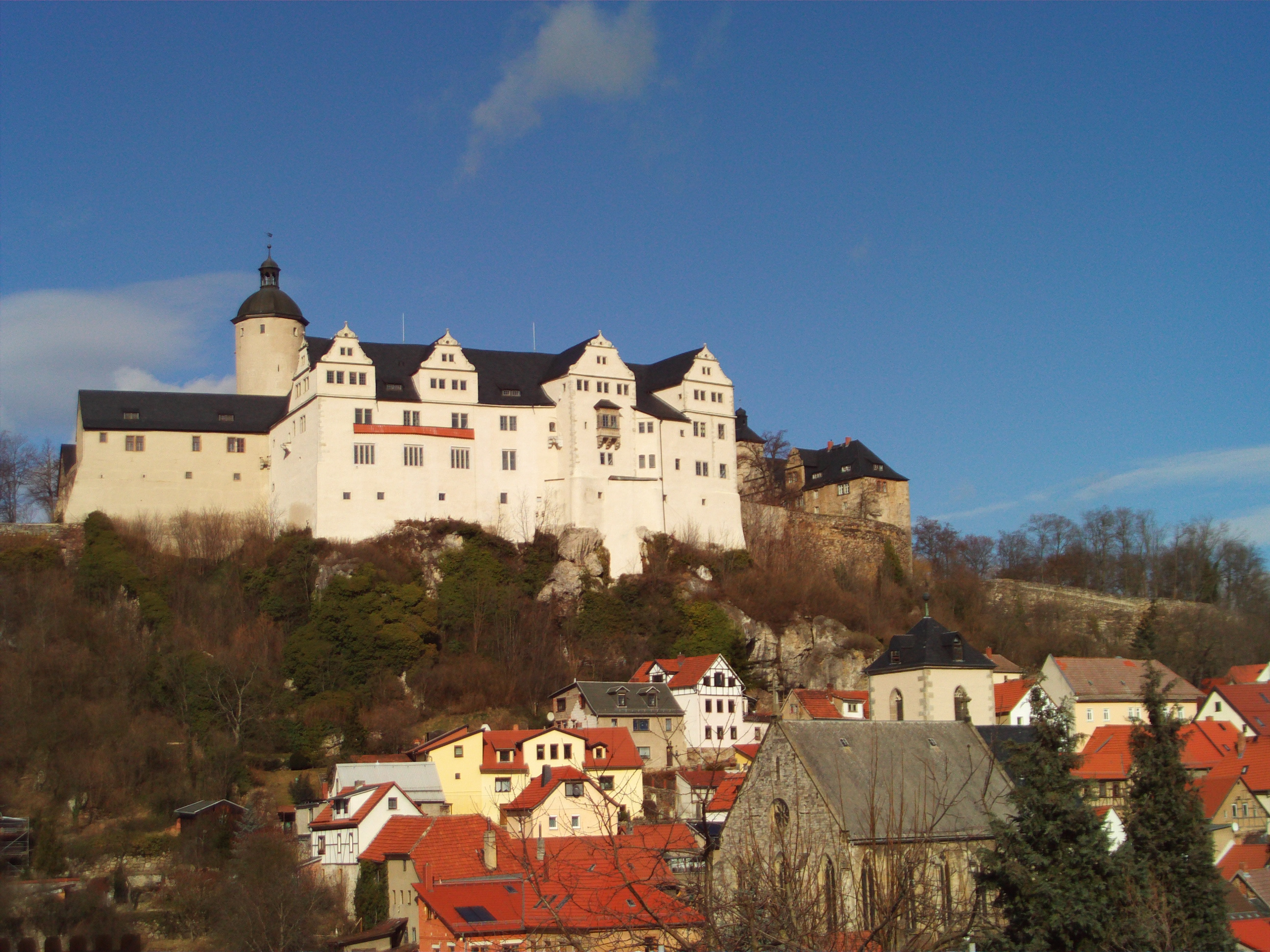
Burg Ranis
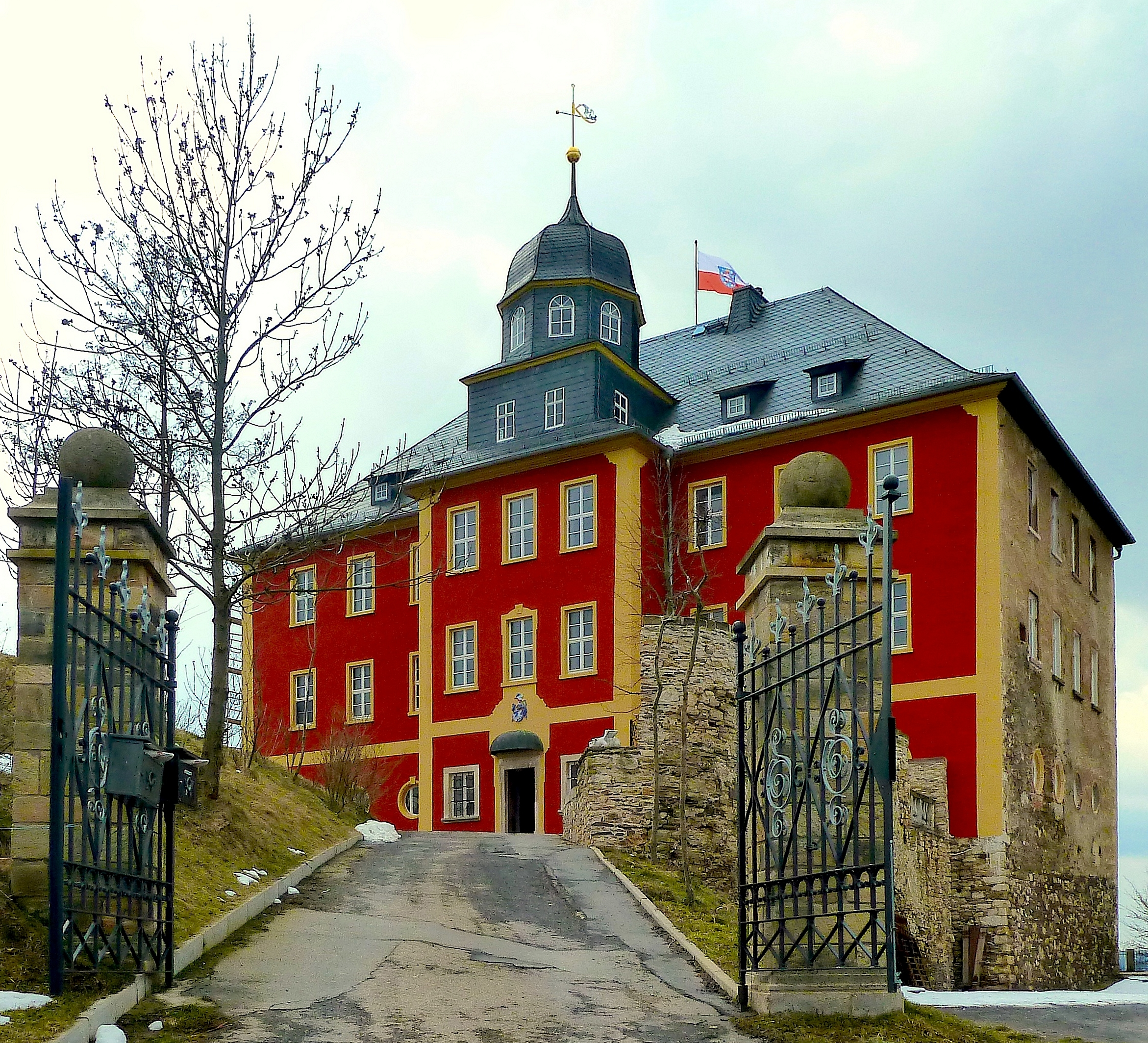
Schloss Brandenstein
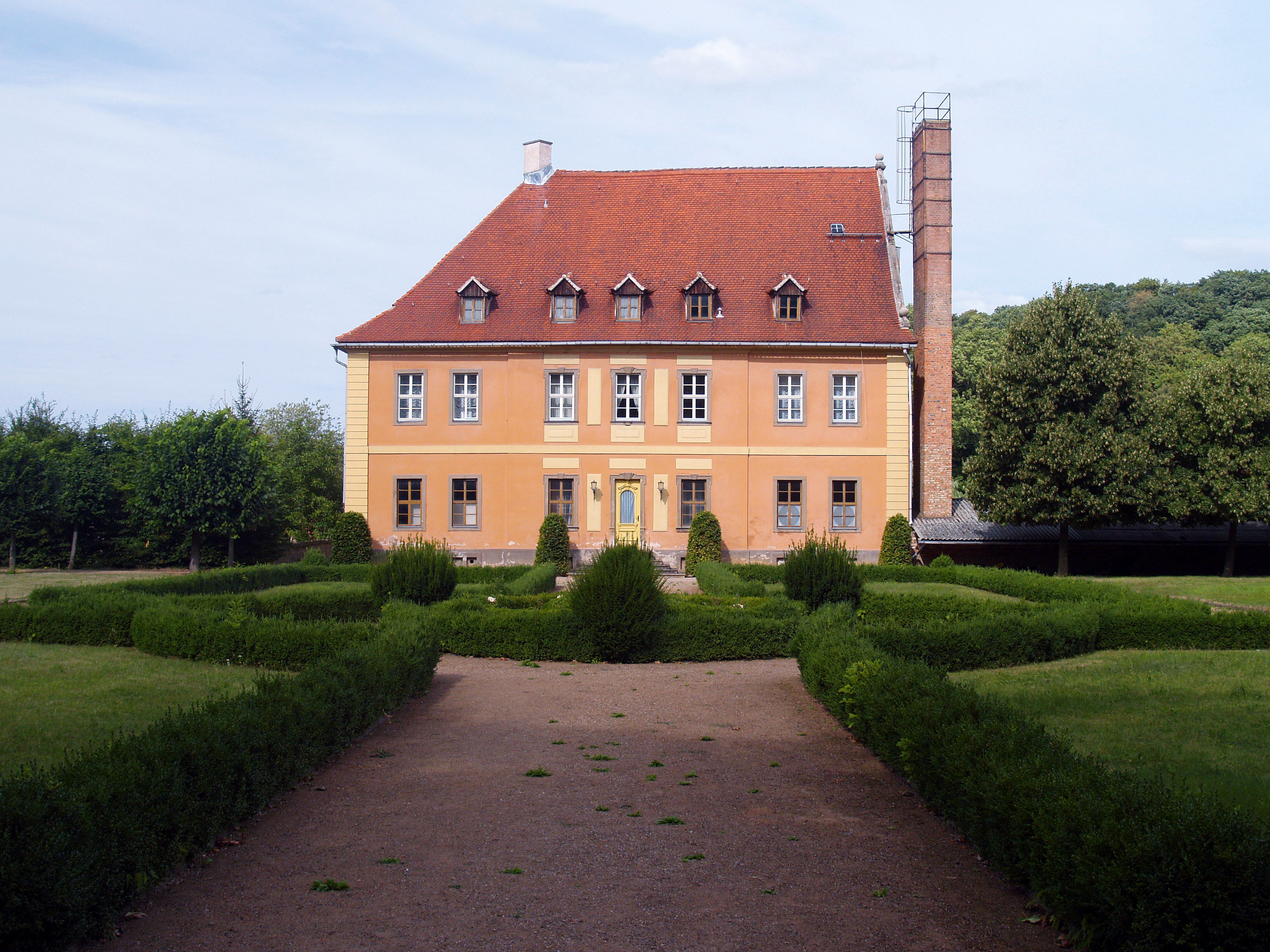
Rittergut und Schloss Bucha

Nach 1945 kamen durch Erbschaft von Hans Georg Freiherr von Münchhausen das Gut Remeringhausen bei Stadthagen sowie durch Erbschaft von Siegfried Leberecht Crusius, Sohn der Anna von Breitenbuch und Stiefsohn des Dichters Börries Freiherr von Münchhausen, das Münchhausen'sche Rittergut in Parensen bei Nörten-Hardenberg, beide in Niedersachsen gelegen, in den Besitz der Familie.
Nach der Wiedervereinigung 1990 kaufte die Familie von Breitenbuch in Sachsen land- und forstwirtschaftliche Flächen in Kohren-Sahlis und dort den Gutshof in Rüdigsdorf zurück, welche von 1754 bzw. 1810 bis 1945 der Familie Crusius gehört hatten, ferner Gutsland in Benndorf bei Frohburg, das seit Ende der 1920er Jahre im Familienbesitz gewesen war, und Wald in Gersdorf bei Roßwein. Das Gut Neustädtel bei Panschwitz-Kuckau in der Oberlausitz befindet sich seit 1921 im Familienbesitz. Das benachbarte Gut Bocka bei Burkau wurde 2007 hinzugekauft.

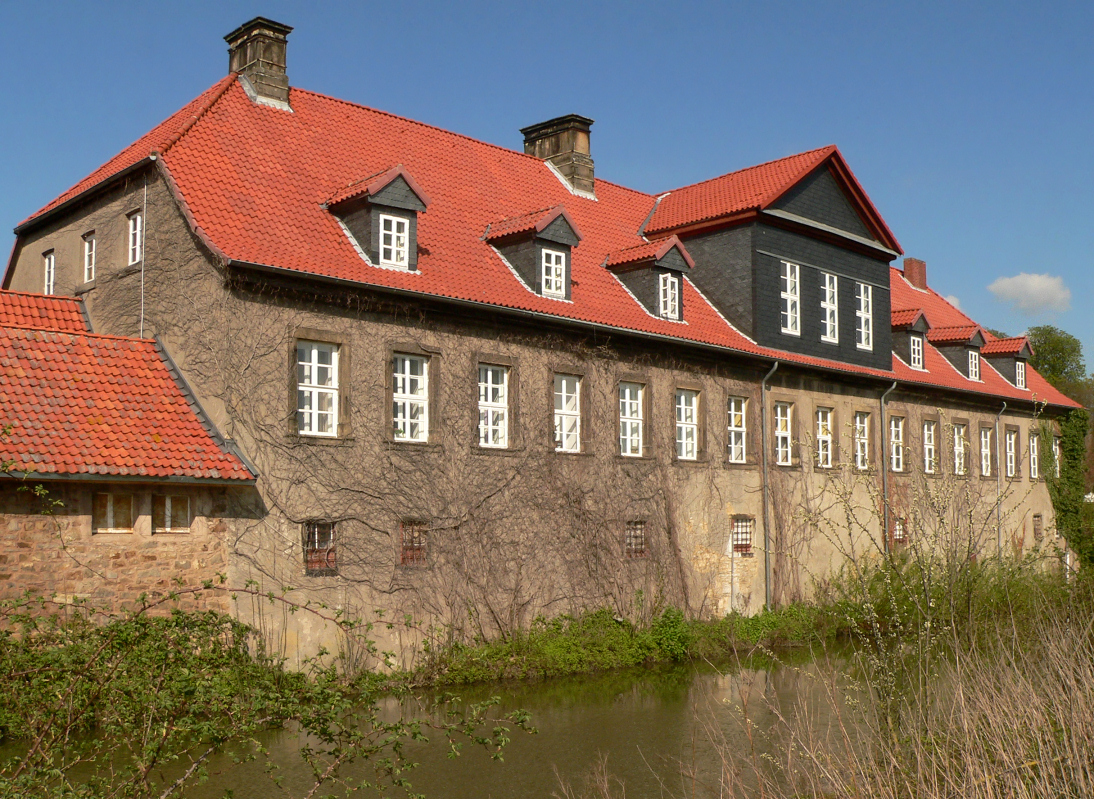
Rittergut Remeringhausen
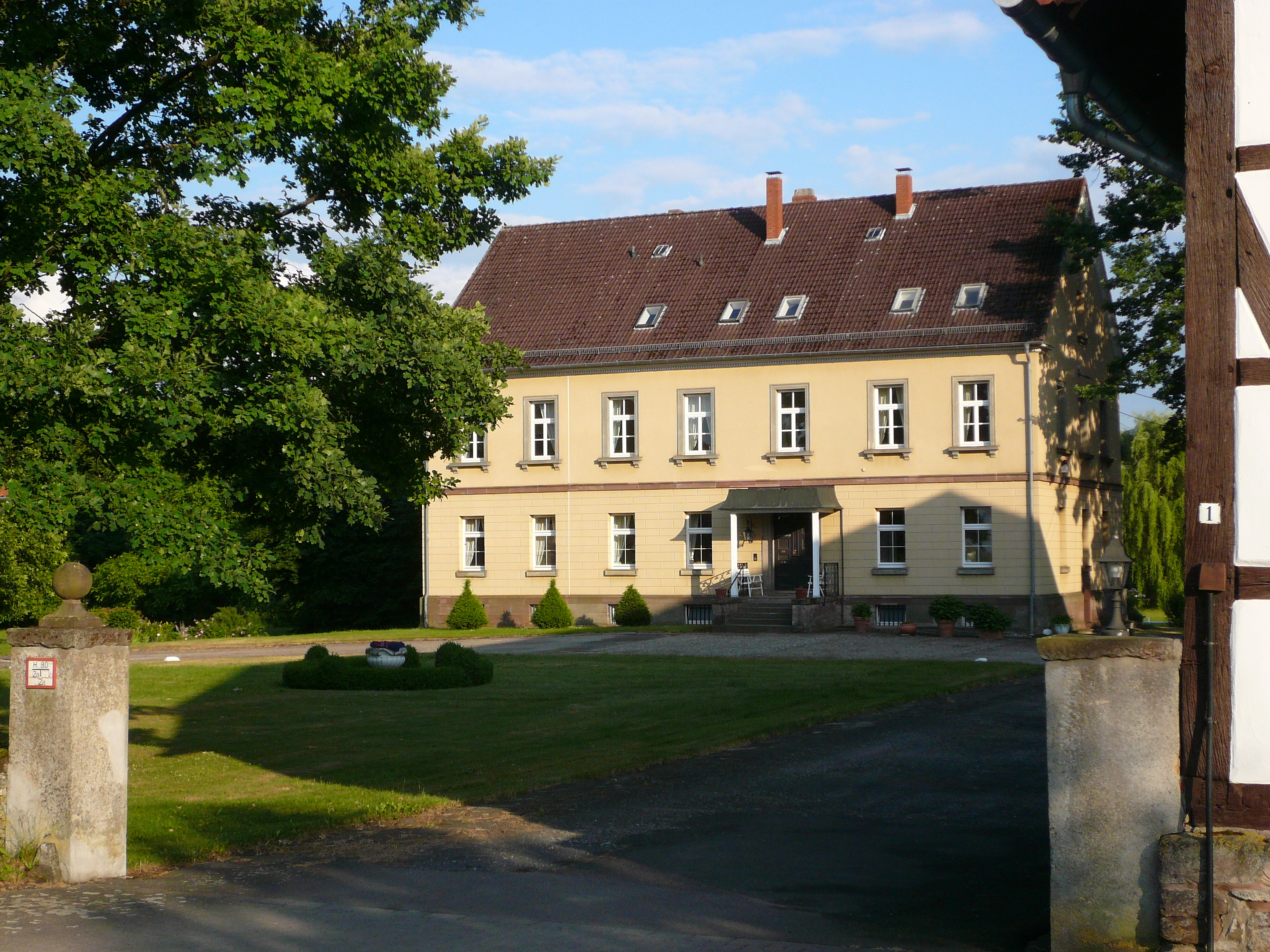
Rittergut Parensen
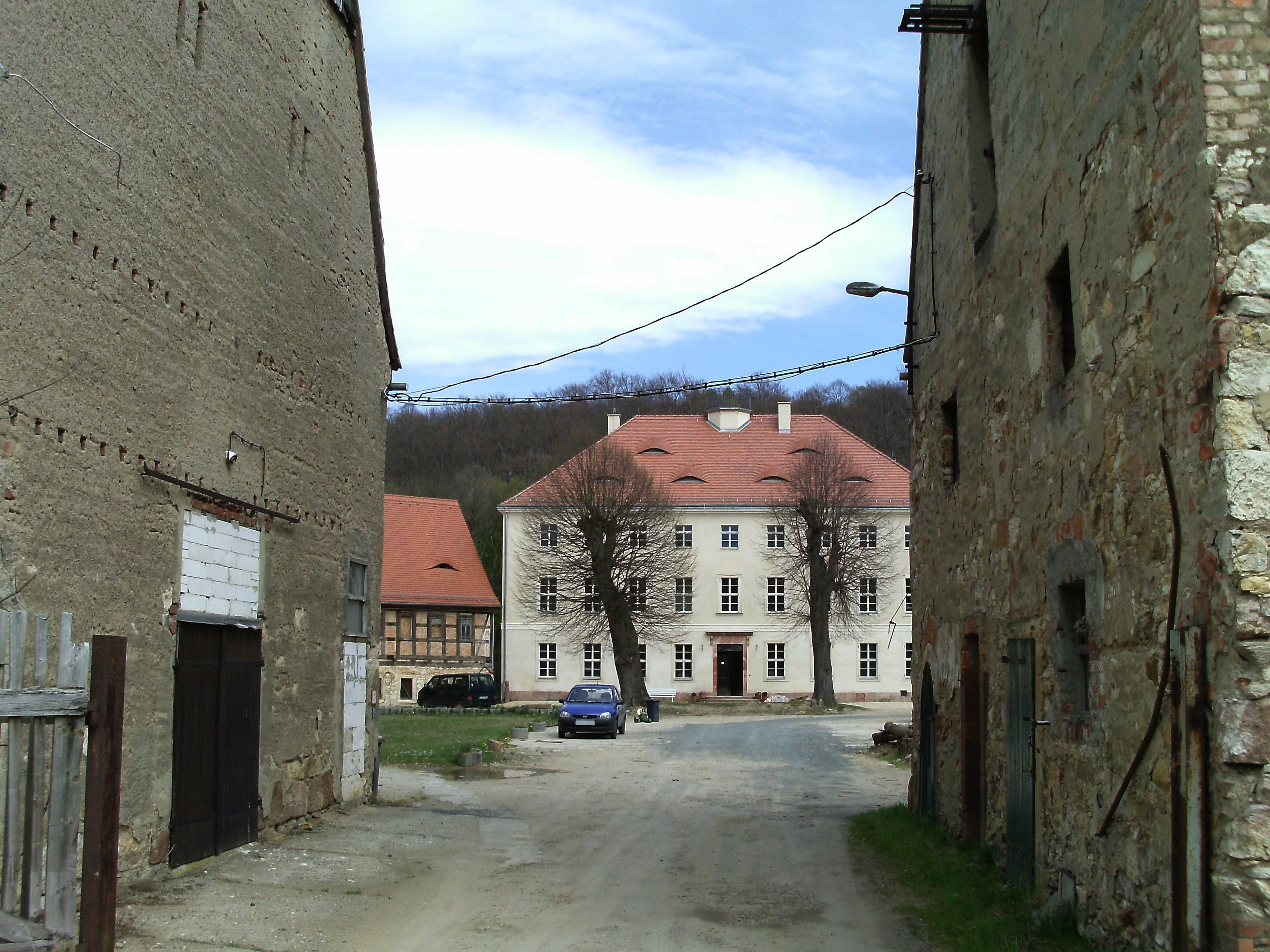
Rittergut Rüdigsdorf

## Wappen
In Blau zwei roten Sparren. Auf dem Helm mit blau-roten Decken zwei von Blau und Rot übereck-geteilte Büffelhörner.
Da die heraldische Farbregel besagt „Metalle dürfen nicht an Metalle grenzen, Farben nicht an Farben.“, kann vermutet werden, dass es sich bei der blauen Farbfläche früher um eine blanke, bläulich schimmernde silberne Fläche gehandelt hat.
Wappentafeln befinden sich in Weischütz am Gutshaus, in St. Ulrich (Mücheln) an der alten Wassermühle und am Torbogen des Schlossparkes sowie als Allianzwappen der von Heßler und von Breitenbauch am Grabmal in der Gruft der Kirche in Vitzenburg.

## Bekannte Namensträger
- Wolf von Breitenbauch († 1564), Domherr zu Naumburg
- Georg Christoph von Breitenbauch (1658–1737), polnisch-sächsischer Kreiskommissarius und Kanzleidirektor
- Heinrich August von Breitenbauch (1696–1747), königlich-polnischer und kurfürstlich-sächsischer Geheimer Rat, Besitzer der Rittergüter Bucha und Schkortleben sowie des Dorfes Oeglitzsch
- Melchior Heinrich von Breitenbauch (1724–1802), ab 1779 Erster Hofmarschall unter Friedrich August I. von Sachsen
- Georg August von Breitenbauch (1731–1817), Schriftsteller und Gelehrter
- Franz Traugott Friedrich Wilhelm von Breitenbauch (1739–1796), preußischer Oberpräsident
- Albert von Breitenbauch (1776–1852), Landrat des Kreises Ziegenrück
- Ludwig Franz von Breitenbauch (1797–1881), preußischer Kammerherr, Geheimer Regierungsrat und Landtagsabgeordneter
- Arthur von Breitenbuch (1831–1909), preußischer Kammerherr und Landrat des Kreises Ziegenrück
- Dietrich von Breitenbuch (1871–1949), Major, Erforscher der Ilsenhöhle
- Melchior von Breitenbuch (1874–1940), Landrat des Kreises Iburg
- Ingeborg von Breitenbuch (1909–1997), Hausdame im Zeugenhaus der Alliierten während der Nürnberger Prozesse
- Eberhard von Breitenbuch (1910–1980), Diplom-Forstingenieur, Oberforstmeister, Rittmeister der Reserve, Widerstandskämpfer, Hitler-Attentäter
- Georg-Ludwig von Breitenbuch (* 1971), Diplom-Volkswirt, Land- und Forstwirt, Mitglied des Sächsischen Landtags und Staatsminister für Umwelt und Landwirtschaft